# Der Herr Karl
Der Herr Karl ist ein knapp einstündiger, zwischen Theaterstück und Kabarett angesiedelter Monolog, der 1961 von Helmut Qualtinger und Carl Merz geschrieben wurde. Das Ein-Personen-Stück, das zunächst mit Qualtinger als Darsteller für das österreichische Fernsehen verfilmt (Regie: Erich Neuberg, Erstausstrahlung am 15. November 1961) und anschließend auf zahlreichen Bühnen aufgeführt wurde, sorgte in Österreich für heftige Kontroversen.

## Inhalt
Der Feinkostmagazineur „Herr Karl“, der Antiheld des Stücks, erzählt einem „jungen Menschen“, dem Zuschauer, seine Lebensgeschichte, während er bei der Arbeitszeit im Lager eines Feinkostgeschäftes sitzt. Dabei entpuppt sich der Erzähler zunehmend als opportunistischer Mitläufer aus dem kleinbürgerlichen Milieu, der sich im wechselhaften Gang der österreichischen Geschichte vom Ende des Ersten Weltkriegs bis zum Ende der Besatzungszeit in den 1950er Jahren durchs Leben manövriert hat.
Auf den ersten Blick lässt sich Herr Karl als typischer Wiener, „katholisch“ und „freiheitsliebend“, als ewiger Raunzer charakterisieren. Als repräsentativer Kleinbürger verkörpert er sozusagen die vox populi, die Stimme des Volkes. Äußerlich erscheint Herr Karl als netter, ehrlicher, aber naiver Kerl mit liebem Blick. Doch nach und nach erfährt der Zuschauer von dem Opportunisten, der sich hinter dieser Fassade der Gemütlichkeit verbirgt.
Als im Ständestaat 1934 die klerikalfaschistische Diktatur errichtet wurde, wird Herr Karl, der bis dahin Sozialist war, zu einem Mitläufer der Christlichsozialen. Nach dem „Anschluss Österreichs“ 1938 wechselt er sofort in das politische Lager der Nationalsozialisten. Nach 1945 bemüht er sich, den Besatzungsmächten dienlich zu sein. Herr Karl nutzt jedoch nicht nur die Anpassung seiner politischen Meinung, um Vorteile zu erlangen: Der Egoismus zieht sich durch sein gesamtes Leben. Er selbst schätzt sich als „Mann von Welt“ ein, der Zuschauer lernt ihn aufgrund des Verhaltens gegenüber seinen Mitmenschen als skrupellosen Profiteur, Drückeberger und Anpasser kennen. Seine Kaltherzigkeit erlaubt es ihm, keine Gelegenheit auszulassen, bei der er andere Leute ausnutzen konnte.

## Wirkungsgeschichte
Nach dem Zweiten Weltkrieg wurde in Österreich die Beteiligung großer Teile der Bevölkerung am NS-Regime und der tief sitzende Antisemitismus „nicht thematisiert“, stattdessen galt Österreich laut Opferthese als erstes Opfer des nationalsozialistischen Deutschlands. Die Ausstrahlung von „Der Herr Karl“ am 15. November 1961 im ORF durchbrach diesen „Schweigebann über die Vergangenheit“. „In der Darstellung des typischen Wiener Opportunisten wurde die Seele der DurchschnittsösterreicherInnen getroffen. Empörte LeserInnenbriefe sahen sich als die MitläuferInnen des Nationalsozialismus falsch dargestellt.“

„Man hatte einem bestimmten Typus auf die Zehen treten wollen, und eine ganze Nation schrie: Au!“

Qualtinger und Merz spielten in satirischer Weise mit der Empörung, die der von ihnen ausgelöste Proteststurm mit sich brachte, und fügten in der Buchveröffentlichung des „Herrn Karl“ an den Text noch eine Reihe von fiktiven Zuschriften von braven österreichischen Bürgern an, die sich alle als Brüder im Geiste des ewigen Opportunisten erweisen. Heute zählt das Stück zu den Klassikern der Nachkriegszeit.
Der Publizist und Kritiker Hans Weigel beschrieb den „Herrn Karl“ als „menschlichen Zustand österreichischer Färbung“; das Lexikon der Weltliteratur bezeichnet ihn als „die Figur des miesen Jedermann“.
Wahrscheinlich haben mehrere authentische Gestalten als Vorbilder für den Herrn Karl gedient; vor allem Hannes Hoffmann – damals Inhaber des Künstlertreffs Gutruf, in dem auch Qualtinger verkehrte – wird in diesem Zusammenhang genannt. Die Verbindungen zur Entwicklung der öffentlichen Meinung in Österreich sind offensichtlich. Qualtinger und Merz haben mit ihrem Herrn Karl den Durchschnittsbürger als Mittäter dargestellt. Aber ungeachtet seiner unerquicklichen Züge wirkt der Herr Karl auch durchaus sympathisch, damit steht das Drama durchaus im Bezug zur These von der „Banalität des Bösen“, wie sie Hannah Arendt aufgestellt hat.
Der „Nestbeschmutzer“ Qualtinger wurde mit dem Monodrama über Nacht berühmt und der „Herr Karl“ zur Kultfigur. Nach Qualtinger haben den Egoisten, Opportunisten, Zyniker, Kleinbürger und Kleinbetrüger u. a. Nikolaus Haenel, Ernst Konarek, Erwin Steinhauer, Heribert Sasse, Martin Zauner (zum hundertjährigen Jubiläum der Wiener Kammerspiele 2010, wo ihn auch Helmut Qualtinger 1962 gespielt hatte), Klaus Rott, Alexander Wikarski und als szenische Lesung auch Hilde Sochor gespielt.
Im Jahr 2010 wurde das Stück von Nikolaus Habjan als Puppenspiel adaptiert und im Wiener Schubert Theater aufgeführt.
Der Monolog wurde ein weiteres Mal mit Klaus Rott als Herr Karl verfilmt. Im Jahre 2022 hatte die Neuverfilmung ihre Wienpremiere im Metro Kino und wurde dann im Oktober 2024 von ORF III ausgestrahlt.
Im Oktober 2020 feierte Andreas Vitásek mit seiner Interpretation des Herrn Karl am Rabenhof Theater in Wien Premiere, ein Live-Mitschnitt vom November 2021 erschien in der Edition Ö1.
Als Graphic Novel wurde Der Herr Karl von Christian Qualtinger, Helmut Qualtingers Sohn, und Reinhard Trinkler umgesetzt und im Amalthea Signum Verlag 2014 veröffentlicht.

## Das Stück

### Sprache
Der Herr Karl variiert zwischen seinem typisch wienerischen Dialekt und der – nicht beherrschten – Hochsprache.

### Bühnenraum
Der Keller eines Lebensmittelladens bietet die Kulisse für die Erzählungen des Herrn Karl. Zwischen Regalen voller Konserven und Flaschen spricht er über Gott und die Welt und über seine Zeit vor, während und nach dem Krieg.
Dieses Bühnenbild wirkt begrenzt und eng.

### Kostüme
Herr Karl trägt fast durchgehend seinen Hut. Zur Entstehungszeit des Stücks stellte der Hut noch ein gängiges Kleidungsstück dar.

## Historische Ereignisse und Personen im Stück
Herr Karl erwähnt in seinem einstündigen Monolog zahlreiche historische Ereignisse und Personen:
Erster Weltkrieg
„Österreich hat sich erst langsam aus die Wunden, die ihm der Erste Weltkrieg geschlagen hat, erholt.“
Gemeindebau
„I maan, a Gemeindebauwohnung hob i jo ghobt.“
1. März 1925: Einführung des Schillings
„Es woa a schreckliche Zeit. Inflation…“
„I maan, da Schilling hot schon an Wert g'habt…aber er war net zum dawischen.“
1927 Justizpalastbrand
„Eine unruhige Zeit… Man hat nie gewusst, welche Partei die stärkere ist. Man hat sich nie entscheiden können, wo man eintritt…“
„Dann is des historische Jahr 26 kommen, mit den Brand vom Justizpalast […] 27 woa’s“
30er Jahre Weltwirtschaftskrise, Arbeitslosigkeit
„In der Krise hat er si derschossen, der alte Herr Feinkost-Wawra.“
„Wer steht schon auf ihr Göd. In de 30er Joa bitte. Do hot ma kaans ghobt.“
„Do woa i sehr oft arbeitslos. Hackenstad.“
„I bin damals an Sparverein beigetreten… bin Kassier woan. Aber des war a Leichtsinn. Wissen S', dass de mi fast einsperren hätten lassen? Da ham s' mir vurgworfen, mit de Konten… Wissen S', was des is, a Konto? Wenn man von einem Konto auf ein anderes… Nein, das kann ich Ihnen als Laien net so erklären.“
1923/24–1934 Schutzbund (ab 1934 verboten)
Demonstration für den Schutzbund
„Bis 34 war i Sozialist, wor aa ka Beruf.“
1919–1936 Heimwehr
Demonstration für die Heimwehr:
„Später dann bin i demonstrieren gangen für die Schwarzen. Für die Hahnenschwanzler. Heimwehr. Hab i fünf Schilling kriagt. Dann bin i ummi zum -zu de Nazi. Da hab i aa fünf Schilling kriagt. Na ja, Österreich war immer unpolitisch. Aber a bissel a Geld is z'sammkummen, net?“
1938 „Anschluss“ (Hitler marschiert in Österreich ein)
„Dann is eh da Hitler kummen. […] Wann san Se geboren? 38? […] Samma olle – na, i waaß no – am Ring und am Heldenplatz g'standen. De Polizistn mit de Hakenkreuzbinden – fesch! Furchtbar, furchtbar, ein Verbrechen, wie diese gutgläubigen Menschen in die Irre geführt wurden!!“
„Man hat eine gewisse Größe gespürt.“
„De Deitschen sand einmarschiert mit klingendem Spiel.“
Antisemitismus
„Da war a Jud im Gemeindebau, a gewisser Tennenbaum. Sonst a netter Mensch. Da ham's so Sachen gegen de Nazi g'schrieben auf de Trottoir… und der Tennenbaum hat des aufwischen müssen. Net er allan, de anderen Juden eh aa… i hab ihm hingführt, dass ers aufwischt. Der Hausmeister hat glacht, er war immer bei a Hetz dabei.“
„Existenzen wurden damals aufgebaut, Gschäften arisiert. Häuser, Kinos! I hab nur an Juden g'führt. I war ein Opfer. Andere san reich worden; I war a Idealist.“
Nationalsozialistische Volkswohlfahrt (NSV)
als Fürsorgeorganisation der NSDAP gegründet;
„Na was war i scho?. Bei da NSV. Hat si kaner was denkt, wenn er dazua gangen ist.“
Zweiter Weltkrieg
„Ich sag ihnen, ich habe im Traum den Zweiten Weltkrieg vorausgesehn.“
„Mia hoben a Kaserne in da Nähe ghobt. Do hob i imma schon ghert das sovü Soldoten – deitsche Soldoten – aus und eingehn im Gemeindebau.“
„I woa jo beim Luftschutz.“
1945 Kriegsende
„Nochn Kriag is er zurückgekommen. Der Tennenbaum. Ich grüße ihn. Er schaut mich net an. Hab i ma denkt: na bitte, jetzt is er bees, der Tennenbaum. Dabei: Irgendwer hätt's ja wegwischen müssen!“
30. November 1945 Währungsreform bzw. 1947 Abwertung
„… was i damals in a Nachtlokal gekommen bin, da hobns olle glaabt, i bin a Lord. Und daun is de Währungsreform kummen. Do hob i wida olle Lust verloren zum Leben.“
1945–1955 Besatzungszeit
„Und daun sand de Russen kemma. No i bin seehr gut mit ihnen auskemma. Hob de Russn extra in mei Wohnung gführt: Komm tawarisch, idi siuda, hob 's Hitler Büd pockt, auf d' Erd ghaut, drauf herum getrampelt, hobns gsagt „karascho“ und san gangan, ned?“
„A poa Monat späta, wer glaubns, wer kummen sand? De Amerikaner! Na das war eine Erlösung!!“
15. Mai 1955 Staatsvertrag
„Gfreit hob i mi schon an dem Tog. Wo ma endlich den Stootsvertrog griagt hoben. Da hab ich mir gedacht: Auch das habe ich jetzt geschafft.“
Ignaz Seipel (1876–1932)
„De ganzen Bundeskanzler wia s' da warn… Der Seip… der Bur… der Scho …na, da blade… Na helfn’s ma. Sie ham des doch g'lernt. Na is ja wurscht, aber bein Heirign, do hat's Persönlichkeiten geben: der Petzner-Masl, Woitschkerlbuam, Korschinek Vickerl, Nezwerka Pepi…“
Leopold Figl (1902–1965)
„Daun is er herausgetreten der Herr Bundes… Poidl, …“